# Croisade contre les vaudois de 1488
La Croisade contre les vaudois de 1488 fut une répression religieuse conduite en 1488 par l'inquisiteur Alberto Cattaneo, mandaté par le pape Innocent VIII à la demande de l'archevêque d'Embrun Jean Baile. Une expédition tenta de purger l'hérésie vaudoise dans les vallées de Freissinières, de la Vallouise, de L'Argentière et du Val Cluson.

## Histoire
Les tracasseries avaient commencé dès la seconde partie du XVe siècle. Louis XI, faisant droit à cette requête, donna des lettres-patentes, datées d'Arras, par lesquelles il défend expressément d'inquiéter les Vaudois, sauf lorsque preuve était faite qu'il s'agissait d'hérétiques « opiniâtres ». Il laisse se constituer une armée pour mener une croisade contre les vaudois. Deux corps d’armées sont levés, aux ordres de Albert de Capitaneis, pour les combattre sur deux axes: de France vers Vallouise, Pragela via Sezanne et du Piémont vers le val d'Angrogne. Mandatés par les vaudois pour négocier, deux syndics de Freissinières, Pellat et Angelin Pallon arrivèrent à Embrun, mais sans instructions précises. La partie de l'armée chargée de cette croisade dans ce secteur était menée par Oronce Emé, juge-mage du Briançonais, Jean Rabot, conseiller delphinal, Hugues de La Palu, lieutenant du gouverneur du Dauphiné, et Alberto Cattaneo, l'inquisiteur du pape.
Selon certains récits controversés, pour tenter d'échapper aux soldats du pape et du roi Charles VIII, les paysans se sont réfugiés dans une grotte, la Baume Chapelue, dans le vallon de Claphouse sur les rives du torrent de Celse Nière, en Vallouise. Mais ils y sont rattrapés et doivent s'y terrer, les soldats allumant des feux pour les asphyxier dans la grotte. Les interrogatoires de l'Inquisition parlent de cavernes, mais les Vaudois qui s'y étaient rendus n'y passèrent qu'une nuit et jugeant la défense impossible rentrèrent chez eux.
En 1489, le Prince du Piémont Charles II fait cesser cette guerre. Cependant en 1500 Marguerite de Foix, veuve du marquis de Saluces, réprime les vaudois de la Haute Vallée du Pô (Pravihelm, Biolets, Bietoné) qui doivent se réfugier dans le val Luzerne. Ensuite, ils obtiennent un accord de liberté de foi. À la même époque en Italie, Catherine de Sienne et le dominicain Savonarole, brûlé sur le bûcher en 1498 à Florence, montrent que les tensions religieuses peuvent déstabiliser le pays mais aussi ouvrir un renouveau.
En France, les violences dont s'est rendue coupable la croisade contre les Vaudois a conduit les victimes à faire appel au roi de France des spoliations et violences subies. En 1509, Louis XII les réhabilitent solennellement et leur permet de recouvrer leurs biens confisqués. Pour le remercier, ils ont donné le nom de Louis à leur vallée, qui s'est depuis appelée la Vallouise. Anciennement appelée « Vallis putas », la vallée mauvaise par les catholiques, elle entend rappeler ainsi la protection du roi.
Auparavant, les plaignants ont obtenu l'envoi en Dauphiné de deux commissaires qui recueillirent des dépositions contre les méthodes d'Alberto Cattaneo. En 1607, une nouvelle enquête recueillit à nouveau des accusations graves contre les abus commis par l'archevêque d'Embrun et le commissaire apostolique. Ces dépositions sont conservées dans les mémoires présentés par les habitants des vallées briançonnaises. Pour l'enquête de 1507, les commissaires sont Geoffroi Boussart, chanoine du Mans, qui a remplacé Laurent Bureau, décédé, et Antoine de La Colombière, chanoine des églises de Vienne et de Valence, délégué de Thomas Pascal, official d'Orléans. 
Selon l'historien Jean Marx, « un tel appel n'aurait pu réussir au XIIIe siècle, ni même au XIVe ; mais au début du XVIe l'institution inquisitoriale avait singulièrement perdu de son prestige, de sa puissance et de son originalité ».